# Maserati A6
Maserati A6 ist die werksinterne Bezeichnung eines Sportwagens des italienischen Automobilherstellers Maserati, der offiziell als Maserati 1500 GT verkauft wurde. Er war das erste Straßenfahrzeug, das Maserati in Serie herstellte, und zugleich das letzte Modell des Unternehmens, das noch unter der Beteiligung von Mitgliedern der Maserati-Familie entwickelt wurde. Der A6 hatte werksseitig eine von Pininfarina entworfene Karosserie. Eine überarbeitete, leistungsstärkere Version erschien Ende 1950 als A6G.

## Entstehungsgeschichte
Das 1914 gegründete Unternehmen Maserati war bis zum Zweiten Weltkrieg vor allem im Automobilrennsport engagiert. Unter der Leitung von Alfieri Maserati entstanden in den 1920er- und 1930er-Jahren viele erfolgreiche Wettbewerbsfahrzeuge, die Maserati teilweise werksseitig bei Motorsportveranstaltungen an den Start brachte, daneben aber auch an private Kunden verkaufte. In einzelnen Fällen leitete Maserati seit den 1930er-Jahren von diesen Wettbewerbsmodellen auch straßentaugliche Sportwagen ab. Diese Autos waren individuelle Einzelstücke, die auf Kundenwunsch entstanden; eine Serienfertigung von Straßensportwagen gab es bis 1945 nicht. 1936 begannen Ernesto, Ettore und Bindo Maserati, die nach dem Tod ihres Bruders Alfieri 1932 die Leitung des Unternehmens übernommen hatten, mit der Entwicklung eines Motors, der nicht nur für Rennwagen, sondern auch für straßentaugliche Gran-Turismo-Fahrzeuge verwendet werden konnte. Weil aber der Rennsport Vorrang hatte und die Finanzlage des Unternehmens zeitweise angespannt war, gingen die Arbeiten langsam voran. Auch die Übernahme Maseratis durch Adolfo Orsi im Jahr 1937 änderte daran nichts. Erst 1945 war die Entwicklung abgeschlossen. Parallel dazu entstand ein passendes Chassis. Verantwortliche Konstrukteure dieses ersten Gran Turismo waren neben den drei überlebenden Maserati-Brüdern ab 1944 auch der ehemalige Alfa-Romeo- und Ferrari-Ingenieur Alberto Massimino sowie Vittorio Bellentini beteiligt.

## Prototypen
Während der gesamten Entwicklungsphase blieb die Auslegung des Gran-Turismo-Motors als Reihensechszylinder unverändert. Abgesehen davon änderten sich im Laufe der Zeit aber zahlreiche Details. So hatten die Ingenieure anfänglich geplant, den Motorblock und den Zylinderkopf in einem Stück zu gießen. Erst 1943 fiel die Entscheidung zugunsten einer einfacheren Konstruktion, bei der der Zylinderkopf abnehmbar war. Das Projekt erhielt daraufhin die werksseitige Kodierung A6 TR (für Testa Riportata, deutsch: abnehmbarer Kopf). Diese Variante wurde für den Serienmotor übernommen, der Zusatz TR entfiel dann allerdings. Anstelle der anfänglich vorgesehenen zwei obenliegenden Nockenwellen erhielt die Serienversion des Motors nur eine obenliegende Nockenwelle; in diesem Punkt wich das Serientriebwerk von der üblichen Ausrichtung der Maserati-Rennmotoren ab. Schließlich wurde auch der Nockenwellenantrieb im Laufe der Entwicklung verändert. Zunächst war geplant, sie über Stirnräder und Kipphebel anzusteuern. Bei der Serienkonstruktion kam dann aber ein Kettenantrieb zum Einsatz. Er galt als wartungsfreundlicher und leiser. Von 1943 bis 1945 lief der Motor – mit einigen kriegsbedingten Unterbrechungen – auf dem Prüfstand. Zum ersten Straßentest kam es Ende 1945.
1946 entstanden zwei Testfahrzeuge. Ein Prototyp (Fahrgestellnummer 052) trug eine einfache Barchetta-Karosserie mit frei stehenden, geschwungenen Kotflügeln von Zagato. Das Auto erhielt später eine neue Karosserie von Zagato und wurde an einen privaten Kunden verkauft. Der zweite Prototyp (Fahrgestellnummer 051) hatte eine innovative Pininfarina-Karosserie, die rückblickend als Meilenstein des Automobildesigns angesehen wird. Das Pininfarina-Modell trug eine Pontonkarosserie mit glatten Flanken und Scheinwerfern, die von einer Metallklappe verdeckt waren. Aufsehen erregte außerdem ein großes Glashebedach aus Plexiglas. Pininfarinas Prototyp war „der Star des Genfer Autosalons 1947“.
Nach der Vorstellung des A6 (1500 GT) verließen die Maserati-Brüder das von Alfieri Maserati gegründete Unternehmen. Sie setzten die Automobilproduktion mit dem neu ins Leben gerufenen Betrieb Officine Specializzata Costruzioni Automobili (OSCA) fort.

## Modellbeschreibung

### Motor
Der Maserati A6 (1500 GT) hatte einen Reihensechszylindermotor mit 1488 cm³ Hubraum (Bohrung 66 mm, Hub 72,5 mm), dessen Block aus Aluminium gegossen war. Für jeden Zylinder gab es ein Ein- und ein Auslassventil, die über eine obenliegende Nockenwelle gesteuert wurden. Die Auslassventile wurden über Kipphebel, die Einlassventile über Stößel und Kipphebel betätigt. Die Verdichtung betrug 7,5:1. Die Brennräume waren halbkugelförmig gestaltet, die Ventile seitlich hängend angeordnet. Die Basisversion war mit einem Vergaser von Weber (Typ 36DCR) ausgestattet. Die Motorleistung betrug 65 PS (48 kW), die bei 4.700 Umdrehungen pro Minute anfielen. Daneben bot Maserati eine Version mit drei Vergasern an, deren Leistung auf 90 PS (66 kW) stieg. Sie wurde allerdings „nur selten bestellt.“

### Fahrwerk
Das Fahrwerk des A6 (1500 GT) galt als ausgesprochen einfach. Grundlage war ein Rahmen aus verschweißten Stahlrohren, der durch Querverstrebungen verstärkt wurde. Die Vorderräder waren einzeln aufgehängt; vorne gab es Schraubenfedern und Dreieckslenker. Hinten verbaute Maserati eine Starrachse mit Blattfedern, die aus der Großserienfertigung von Fiat kam.

### Karosserie
Die Karosserien der Serienmodelle bezog Maserati nahezu durchgängig von Pininfarina; ein Einzelstück trug allerdings einen Aufbau von Zagato.

#### Pininfarina Coupé

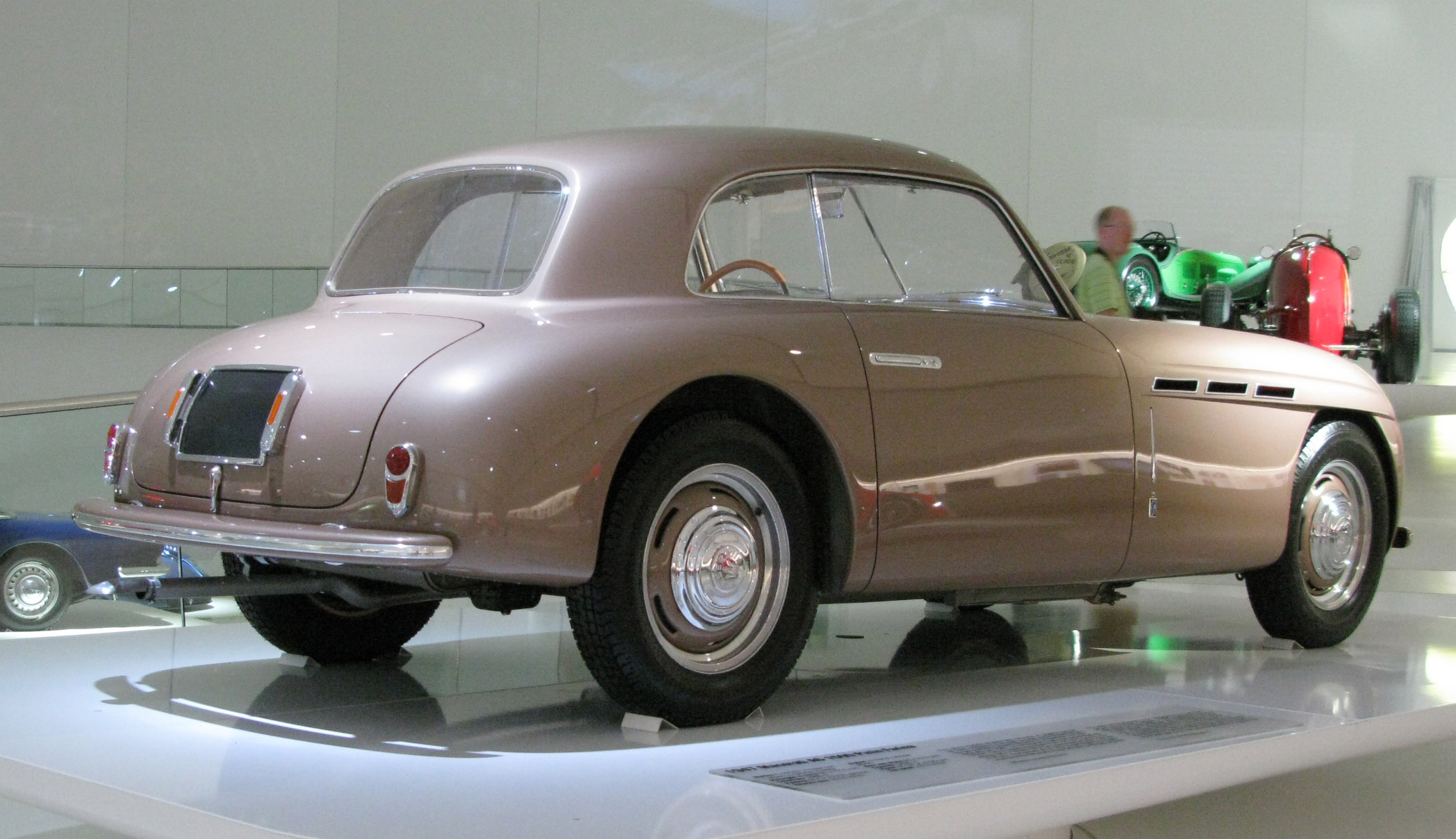
Maserati A6 1500 GT mit Pininfarina-Karosserie (1947)

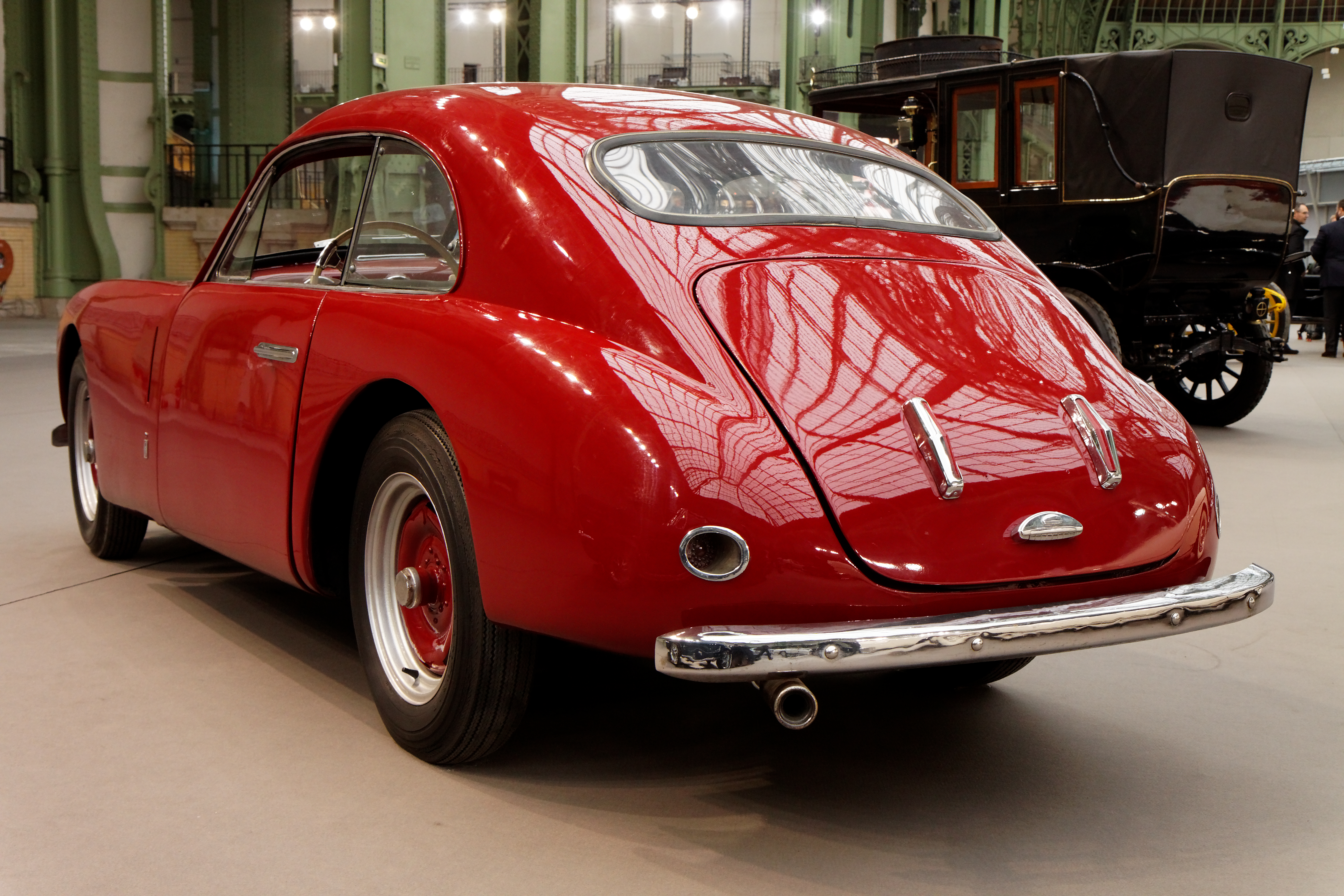
Ab 1948: Maserati A6 mit Fließheckkarosserie von Pininfarina

Mit Ausnahme von zwei Fahrzeugen hatten alle von Pininfarina eingekleideten A6 eine Coupé-Karosserie. Die Aufbauten waren allerdings nicht identisch. Pininfarina nahm im Laufe des vierjährigen Produktionszeitraums erhebliche Änderungen an der Karosserie vor.
- Die ersten Serienmodelle hatten eine Karosserie, die der des auf dem Genfer Auto-Salon 1947 gezeigten Prototypen weitgehend entsprach: Sie waren zweitürige Stufenheckcoupés mit Pontonkarosserie, langer Motorhaube und weit nach hinten versetzter Fahrgastzelle. Wie beim Prototyp, gab es seitliche Fenster zunächst nur in den Türen; die Fläche hinter den Türen war mit Blech verkleidet. Die ersten Exemplare hatten noch die verdeckten Scheinwerfer, die schon beim Prototyp gezeigt worden waren.
- Im Laufe des Jahres 1947 erschien der Extra Lusso, der eine neue Frontpartie erhielt. Die verdeckten Scheinwerfer waren hier durch offene, in die vorderen Kotflügelenden integrierte Leuchten ersetzt. Auch das Schiebedach aus Plexiglas entfiel.
- In einem weiteren Entwicklungsschritt integrierte Pininfarina Ende 1947 hintere Seitenscheiben in den Aufbau.
- Pininfarinas letzte Karosserieversion des A6 erschien im April 1948 auf dem Turiner Autosalon. Der obere Teil des Aufbaus wurde komplett überarbeitet. Anstelle des bisherigen Stufenhecks hatte der A6 nun ein Fließheck, das bis zur hinteren Stoßstange hinab reichte. Der A6 übernahm damit eine Form, die Pininfarina im Jahr zuvor bereits beim Cisitalia 202 verwirklicht hatte.[6] Zeitgleich erschien der sehr ähnlich gestaltete, aber größer dimensionierte Bentley Mark VI Cresta. Neu war auch die Frontpartie. Hier befanden sich links und rechts neben dem vertikal ausgerichteten Kühlergitter zwei kleine zusätzliche Luteinlassöffnungen. Außerdem waren die vorderen Kotflügel des A6 überarbeitet worden. Hier entfielen die seitlichen Wölbungen über dem Radausschnitt.

#### Pininfarina Cabriolet
In Turin 1948 stellte Pininfarina außerdem eine Cabrioletversion des Maserati A6 vor, deren Gestaltung abgesehen vom Dachaufbau der jüngsten Coupéausführung entsprach. Hiervon entstanden nur zwei Exemplare. Eines der Cabriolets ging über einen Schweizer Händler nach Argentinien, wo es an Evita Perón verkauft wurde.

#### Zagato Panoramica Coupé

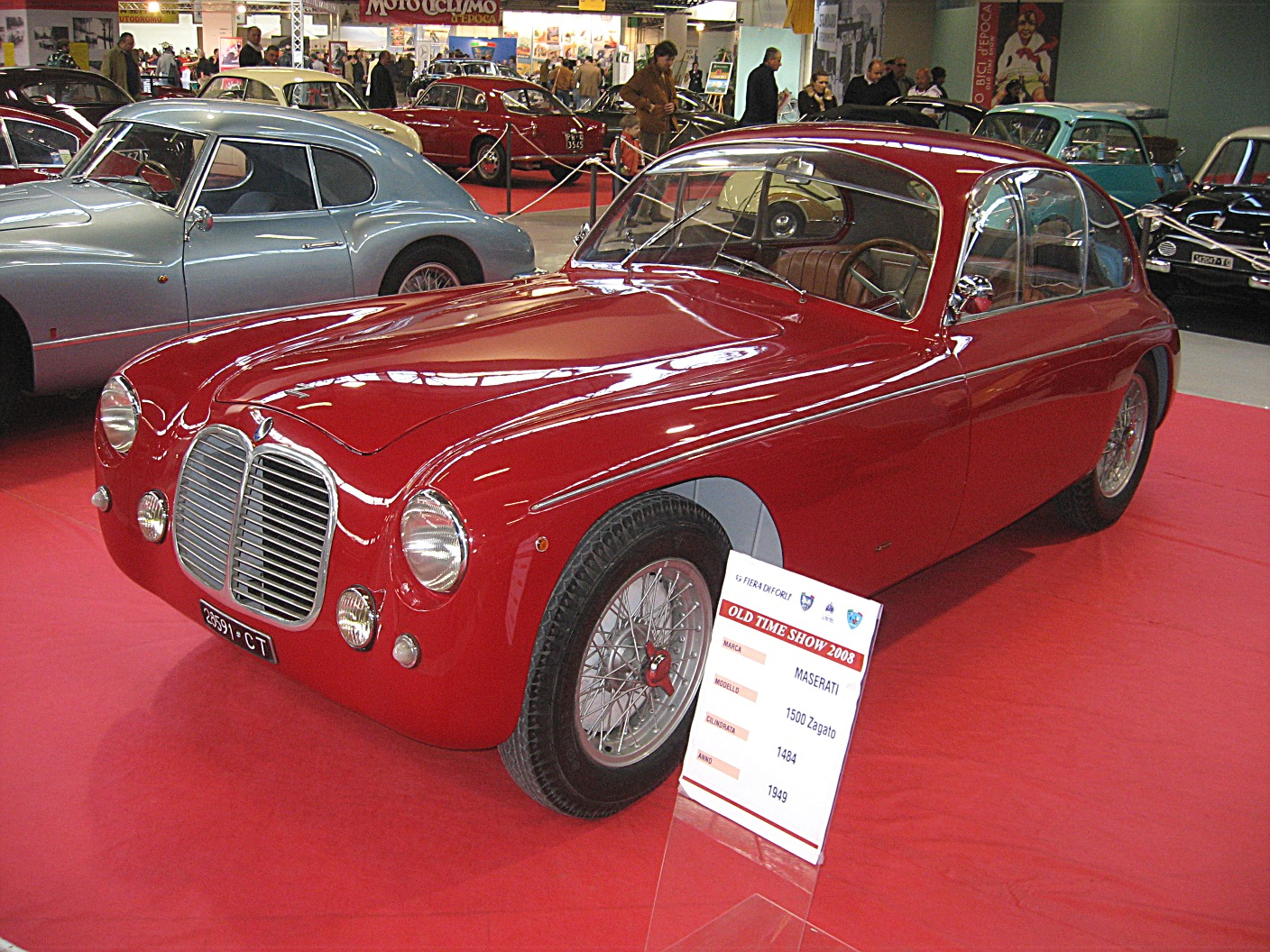
Unikat: Maserati A6 1500 GT mit Zagato-Karosserie

Das 1946 ausgebaute Chassis, das zu Testzwecken mit einer Barchetta-Karosserie von Zagato versehen worden war (Fahrgestellnummer 052), stand zunächst einige Zeit ungenutzt in der Maserati-Fabrik, bevor es 1948 erneut zu Zagato gebracht wurde. Hier erhielt das unveränderte Fahrgestell eine gänzlich neue Fließheckkarosserie im Pontinstil, die in ihrer Grundstruktur an Pininfarinas 1948er-Version des A6 erinnerte, sich von ihr aber in zahlreichen Details unterschied. Zagatos Aufbau bestand aus Aluminiumblechen. Ein eigenständiges Merkmal war eine fast senkrecht stehende Frontpartie. Besonders auffällig waren die gewölbten Seitenflächen der Fahrgastzelle, zu denen auch ins Dach hineinragende Seitenfenster gehörten. Der Aufbau wirkte insgesamt sehr hell. Das Auto erhielt die Bezeichnung „Panoramica Coupé“. Es wurde 1949 von einem italienischen Kunden übernommen und hatte in den folgenden Jahrzehnten wechselnde Eigentümer. Das 1500 GT Zagato Panoramica Coupé blieb ein Einzelstück; allerdings baute Zagato einige ähnlich gestaltete Coupés auf der Basis des 1950 vorgestellten Nachfolgers A6G. Das A6-Modell existiert noch; es wird nach einer Restauration zu Beginn des 21. Jahrhunderts gelegentlich auf Ausstellungen gezeigt.

## Fahrleistungen
Angesichts der schwachen Motorleistung erreichte der A6 1500 GT keine hohen Fahrleistungen. Er blieb weit hinter dem Niveau der ersten Ferrari-Straßenfahrzeuge zurück. Die Höchstgeschwindigkeit lag je nach Aufbau und Getriebeübersetzung bei 146 bis 153 km/h.

## Produktion
Bis 1951 entstanden 59 Serienexemplare mit Pininfarina-Karosserie, zwei davon als Cabriolet. Hinzu kommen zwei Prototypen von 1946, von denen einer 1948 von Zagato neu eingekleidet wurde. Der Schwerpunkt der Produktion verteilte sich auf die Jahre 1949 und 1950; hier entstanden jeweils 23 Fahrzeuge. 1947 wurden etwa drei Autos hergestellt, 1948 acht oder neun.

## Weiterentwicklungen des Maserati A6

### Maserati A6G

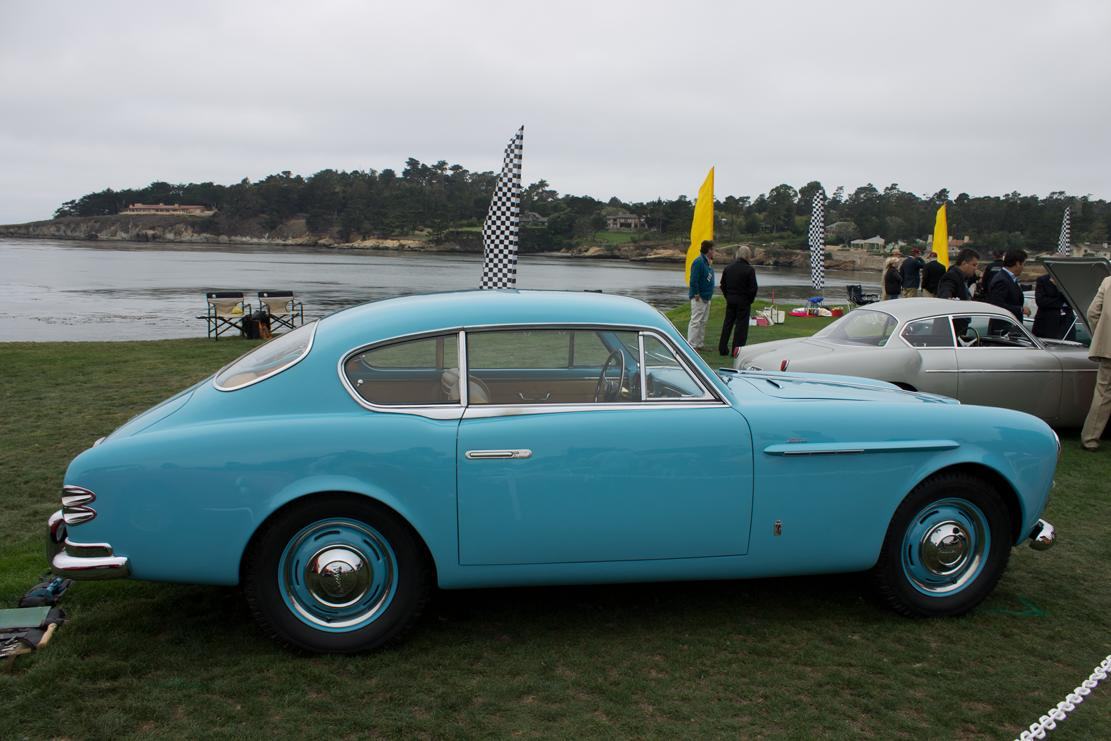
Maserati A6G mit Pininfarina-Karosserie

1951 folgte dem Original der A6G (auch A6G 2000 GT genannt). Er hatte das gleiche Chassis, aber ein überarbeitetes Styling mit Karosserien von Pininfarina, Frua, und Vignale sowie einen größeren Motor, der aus 1954 cm³ und mit drei Weber-Vergasern bestückt 100 PS (74 kW) schöpfte. Das G in der Typenbezeichnung stand für den Motorblock aus Grauguss (ital. ghisa). Bis 1953 entstanden insgesamt 16 Exemplare des A6G. Die geringe Produktion war vor allem auf wiederholte Streiks in der italienischen Metallindustrie zurückzuführen.

### Maserati A6G54
Der 1954 erschienene A6G54 war eine weitere Überarbeitung des A6. Er hatte einen Motor, der – erstmals bei einem Straßensportwagen von Maserati – mit zwei obenliegenden Nockenwellen ausgestattet war. Seine Leistung betrug 110 PS (81 kW), in späten Versionen auch 118 PS (87 kW), die je nach Getriebeübersetzungeine Höchstgeschwindigkeit von 185 bis 210 km/h ermöglichten. Vom A6G54 entstanden bis 1957 insgesamt 59 Fahrzeuge.

## Motorsport
Von dem serienmäßigen A6 bzw. A6G waren mehrere Modelle für den Motorsport abgeleitet. Hierbei handelte es sich um den Maserati A6GCS und den Maserati A6GCM.